# Kolonie Sojczyn Borowy
Kolonie Sojczyn Borowy – osada w Polsce położona w województwie podlaskim, w powiecie grajewskim, w gminie Grajewo.
W latach 1975–1998 miejscowość należała administracyjnie do województwa łomżyńskiego.